# Cheilanthes amoena
Cheilanthes amoena là một loài dương xỉ trong họ Pteridaceae. Loài này được A.A. Eaton mô tả khoa học đầu tiên năm 1897.
Danh pháp khoa học của loài này chưa được làm sáng tỏ. 